# Overbetuwe
Overbetuwe é um município dos Países Baixos, situado na província da Guéldria. Tem 115,08 km² de área e sua população em 2020 foi estimada em 48.057 habitantes.